# Frankie Corio
Francesca Corio (Livingston, West Lothian, 7 de julio de 2010) es una actriz escocesa. Es conocida por su papel debut en la película Aftersun (2022), por la que recibió una serie de elogios, incluidas nominaciones a Critics Choice y British Independent Film Award.

## Primeros años de vida
Corio nació en Livingston, West Lothian. Es de ascendencia italiana y tiene dos hermanos.

## Carrera
Corio tenía 10 años cuando fue seleccionada para el papel de Aftersun entre 800 aspirantes de escuelas y clubes juveniles de toda Escocia, después de que su madre enviara una fotografía suya a un agente de casting, y 12 cuando se estrenó la película. La película, protagonizada por Paul Mescal en el papel del padre de Sophie, supuso el debut en el largometraje de la directora Charlotte Wells. Corio no había actuado nunca y afirmó que "no había intentado dedicarse a la interpretación". Su próximo papel será el de Emily en The Bagman.